# Švýcarsko na Letních olympijských hrách 1960
Švýcarsko se účastnilo Letní olympiády 1960 v italském Římě. Zastupovalo ho 149 sportovců (147 mužů a 2 ženy) v 16 sportech.

## Medailisté
| Medaile | Jméno                                            | Sport             | Soutěž                              |
| ------- | ------------------------------------------------ | ----------------- | ----------------------------------- |
| Stříbro | Gustav Fischer                                   | Jezdectví         | Drezura - jednotlivci               |
| Stříbro | Anton Bühler Rudolf Günthardt Hans Schwarzenbach | Jezdectví         | Jezdecká všestrannost - družstva    |
| Stříbro | Hans-Rudolf Spillmann                            | Sportovní střelba | Muži 300 m pistole tři pozice       |
| Bronz   | Anton Bühler                                     | Jezdectví         | Jezdecká všestrannost - jednotlivci |
| Bronz   | Ernst Hürlimann Rolf Larcher                     | Veslování         | Muži dvojskif                       |
| Bronz   | Henri Copponex Pierre Girard Manfred Metzger     | Jachting          | 5,5 m                               |